# Songs from the Black Hole
Songs from the Black Hole (с англ. — «Песни из чёрной дыры») — незавершенный альбом американской рок-группы Weezer, записанный в период с 1994 по 1996 год. Задуманная как рок-опера, продолжающая дебютный альбом Weezer, пластинка должна была выразить смешанные чувства автора песен Риверса Куомо по поводу музыкального успеха. Помимо участников Weezer, персонажей рок-оперы должны были озвучить приглашенные вокалистки Рэйчел Хейден (из That Dog и The Rentals) и Джоан Вассер (из The Dambuilders).
Куомо записывал демоверсии Songs from the Black Hole зимой 1994 года, после чего группа проводила записи в течение следующего года. В конце 1995 года Куомо поступил в Гарвардский университет, где его написание песен стало более мрачным и исповедальным. От концепции Black Hole группа отказалась, и вторым альбомом Weezer стал Pinkerton, в который вошли некоторые песни, предназначавшиеся для Songs from the Black Hole.
Два трека, «I Just Threw Out the Love of My Dreams» и «Devotion», были выпущены как би-сайды к синглам из Pinkerton. Демо, тексты песен и ноты были выпущены в сборниках Куомо Alone, Alone II и Alone III, а также в переиздании Pinkerton 2010 года. Песни получили положительные отзывы, а журнал Rolling Stone назвал Songs from the Black Hole «утраченным мифическим шедевром».

## Предыстория

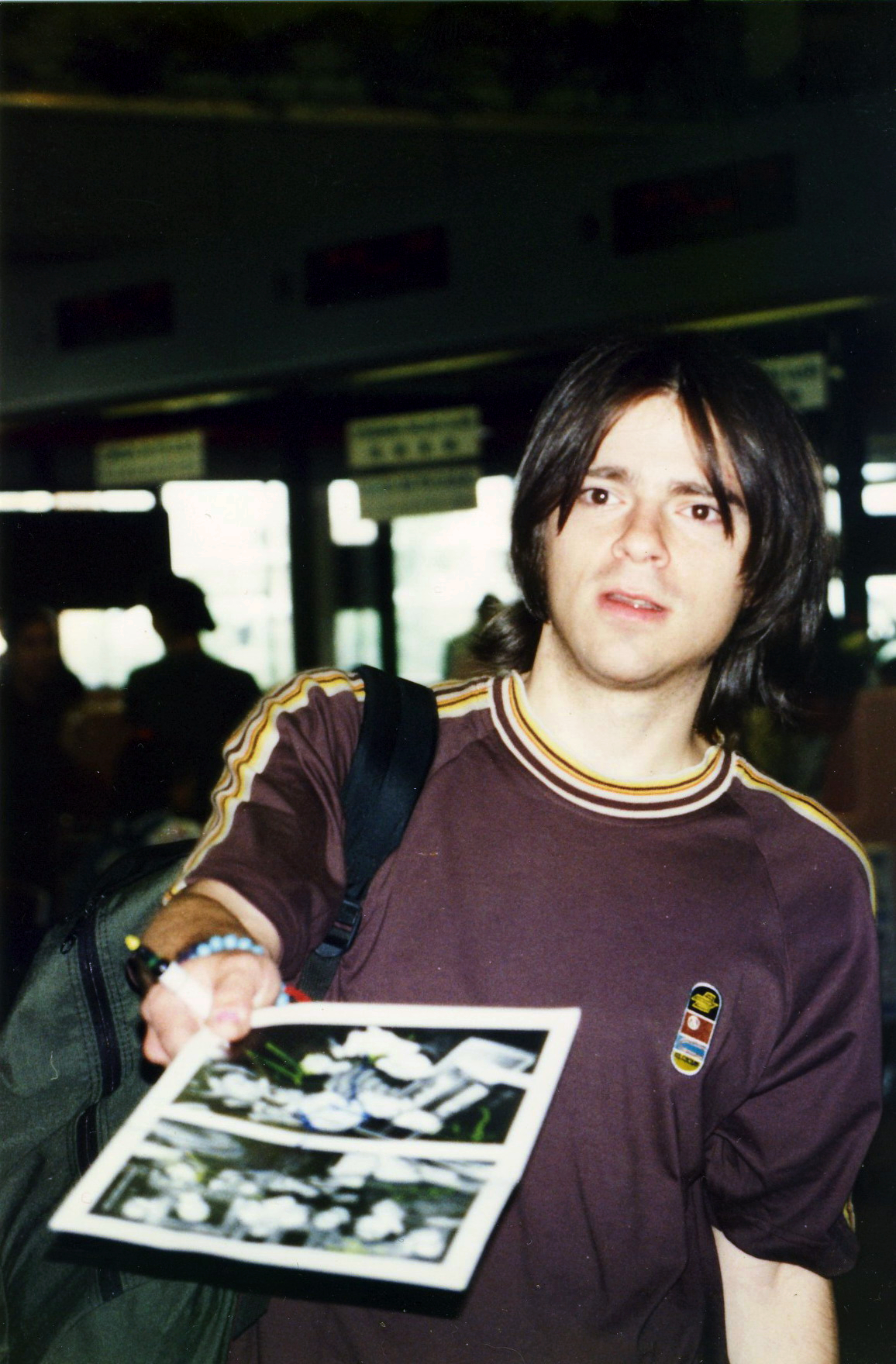
Фронтмен Риверс Куомо (на фото 1997 года) задумывал космическую оперу, как метафору для выражения чувств о коммерческом успехе

Одноимённый дебютный альбом Weezer был выпущен в мае 1994 года. В январе 1995 года он получил платиновый статус с продажами более одного миллиона копий. У Риверса Куомо, фронтмена и автора песен, коммерческий успех вызвал много смешанных чувств, как счастливых, так и неуверенных. Из-за этого у него развился комплекс неполноценности в отношении рок-музыки; он чувствовал, что его песни «упрощённые и глупые», и вместо этого хотел писать «сложную, интенсивную и красивую» музыку.
Гастролируя с Weezer, Куомо прослушал оперы «Аида» и «Мадам Баттерфляй», рок-оперу «Иисус Христос — суперзвезда» и мюзикл «Отверженные». Вдохновленный тем, как эти произведения сочетают музыку и повествование, он написал рок-оперу, чтобы раскрыть свои чувства по поводу отношений, славы и жизни гастролирующего музыканта.

## Концепция
Пластинка Songs From the Black Hole должна была стать стать научно-фантастической рок-оперой с плавно переходящими треками, заканчивающимися кодой, возвращающей основные музыкальные темы альбома. Персонажей должны были озвучить Куомо, гитарист Брайан Белл, басист Мэтт Шарп и сотрудник Weezer Карл Кох, а также приглашенные вокалистки Рэйчел Хейден (из That Dog и The Rentals) и Джоан Вассер (из The Dambuilders).
В 2126 году космический корабль «Бетси II» отправляется в миссию по всей галактике. Члены экипажа Вуан (Белл) и Дондо (Шарп) в приподнятом настроении, но капитан Джонас (Куомо) испытывает смешанные чувства. Корабельный робот М1 (Кох) призывает команду сосредоточиться на своей цели. Джонас оказывается вовлеченным в любовный треугольник с «хорошей девочкой» Лорел (Хейден) и корабельным поваром, «плохой девочкой» Мэри (Вассер), от которой у него родился ребёнок. Когда «Бетси II» достигает пункта назначения, Джонас разочаровывается и мечтает вернуться к более простой жизни.Сюжет Songs from the Black Hole
Куомо задумал эту историю как метафору своих противоречивых чувств по поводу гастролей с успешной рок-группой. Название корабля, «Бетси II», было взято у первого гастрольного автобуса Weezer, Betsy. M1 представляет руководство и звукозаписывающую компанию Weezer; Вуан и Дондо представляют ту часть Куомо, которая была воодушевлена успехом; Джонас представляет его сомнения и тоску; Лорел и Мария представляют его отношения с девушками.